# Steinreihe von Shantemon
Die Steinreihe von Shantemon (englisch Shantemon Stone Row – auch Finn McCool’s Fingers genannt) liegt etwa 3,7 Kilometer von Ballyhaise auf der Nordseite des Shantemon Hill, im County Cavan in Irland. Die Steinreihe liegt auf einem kleinen Plateau, in einer abgeholzten Nadelbaumplantage etwa 180 Meter hoch unweit der Spitze des Hügels.
Die aus fünf Steinen bestehende 16 m lange Shantemon-Reihe liegt auf einer Nordost-Südwest-Achse. Die Reihe besteht aus vier großen massiven Menhiren, der größte ist fast zwei Meter hoch, und einem umgefallenen kleineren Felsbrocken am Nordostende.
Den Namen Finn Mc Cool’s Fingers trägt auch die auch Derryiver genannte, aus sechs Steinen bestehende, Steinreihe bei Tully in Connemara im County Galway.